# جاسبر باكارد
جاسبر باكارد هو محامي وضابط وسياسي أمريكي، ولد في 1 فبراير 1832 في أوستنتاون في الولايات المتحدة، وتوفي في 13 ديسمبر 1899 في لافاييت في الولايات المتحدة. نشط حزبياً في الحزب الجمهوري. وقد انتخب عضو مجلس النواب الأمريكي ‏.